# Salátaboglárka
A salátaboglárka vagy nyugati salátaboglárka (Ficaria verna, korábban Ranunculus ficaria) a boglárkavirágúak (Ranunculales) rendjébe, ezen belül a boglárkafélék (Ranunculaceae) családjába tartozó faj.

## Származása, elterjedése
Eurázsiában és Észak-Afrikában őshonos, de sokfelé, az USA-ba is behurcolták.

## Megjelenése, felépítése
5–15 cm-es szára elheverő. Hosszú nyelű levelei szív vagy vese alakúak, kopaszok, zsírfényűek, csipkések vagy ép szélűek. A szárlevelek hónaljukban gyakran sarjrügyek fejlődnek.
Napsárga, 2–3 cm átmérőjű virágainak három–öt, ritkábban akár hét elliptikus csészelevele van. A sziromlevelek száma 8–12, keskeny elliptikusak, tompák, színük a középsárgától a sötétsárgáig változik (fiatalon élénkebb, később kifakul). A virágban sok porzó- és számos termőlevél fejlődik.
Termése többnyire gömbös, kocsányos, enyhén szőrös aszmag.

## Életmódja, élőhelye
Lágy szárú, évelő növény. Március végétől májusig nyílik. Nitrogén- és vízigényes.
Dombvidéki és hegyvidéki nedves réteken, sövényekben, a ritkás és nedves lombos erdőkben, patakok mellett fordul elő, sokszor tömegesen. Eredeti termőhelyéről: a nyirkos ligetekből, surjánosokból a kertbe telepítve gyorsan elszaporodik.
Diploid (2n=16) és tetraploid (2n=32) formája is ismert. Ezeket néha külön alfajként kezelik, R. ficaria supsp. ficaria és R. ficaria supsp. bulbifer néven. Igen hasonlóak, a tetraploid változat azonban árnyékkedvelőbb és gyakrabban fejleszt hónalji sarjrügyeket.

## Hatóanyagai
Kevés protoanemonint, alkaloidokat, szaponinokat, cserzőanyagokat, sok C-vitamint tartalmaz.

## Felhasználása
Virágzás előtt szedett fiatal leveleit (amelyek még nem tartalmazzák a bőrt és nyálkahártyát izgató protoanemonint) és virágait is salátának eszik. A középkori izlandi mindennapokban zöldség helyett fogyasztották skorbut ellen. A népi gyógyászatban is skorbut és krónikus bőrpanaszok ellen alkalmazták. A megvastagodott gyökerek nedve szemölcs ellen használható. A homeopátia aranyér kezelésére használja.

## Megjelenése a kultúrában

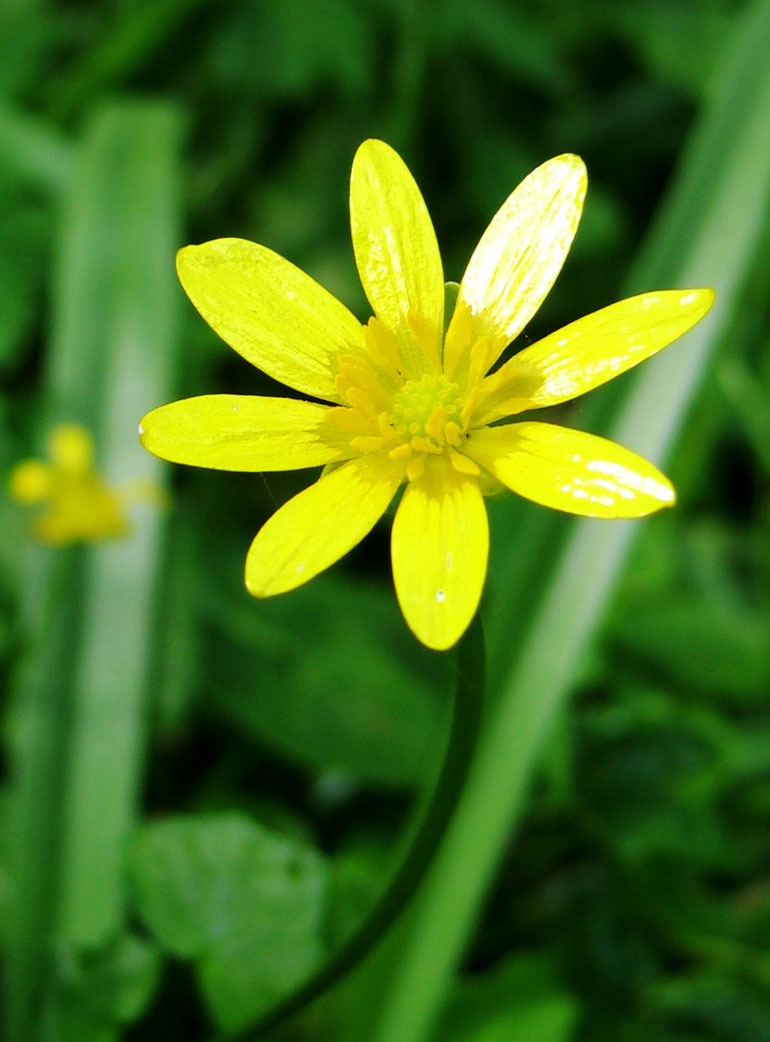
Salátaboglárka virága

William Wordsworth angol költő igen kedvelte a virágot, három versének is témája volt.
I have seen thee, high and low,
Thirty years or more, and yet
T'was a face I did not know.
Wordsworth halála után a Grasmere-i Szent Oszvald templomban található síremlékére salátaboglárkát akartak vésni, de tévedésből vérehulló fecskefű (Chelidonium majus) került rá.
C. S. Lewis említi a salátaboglárkát Az oroszlán, a boszorkány és a ruhásszekrény c. művében, mikor Aslan Narniába érkezik, és néhány óra leforgása alatt a januári erdő májusira változik. A gyerekek a következő megfigyelést teszik: "wonderful things happening. Coming suddenly round a corner into a glade of silver birch trees Edmund saw the ground covered in all directions with little yellow flowers - celandines".
A salátaboglárka említésre kerül J. R. R. Tolkien A gyűrűk ura és A szilmarilok c. műveiben. A Glorfindel nevű tünde az Arany Virág Házának uraként szerepelt, ez a virág pedig valószínűleg a salátaboglárka volt.

## Képek

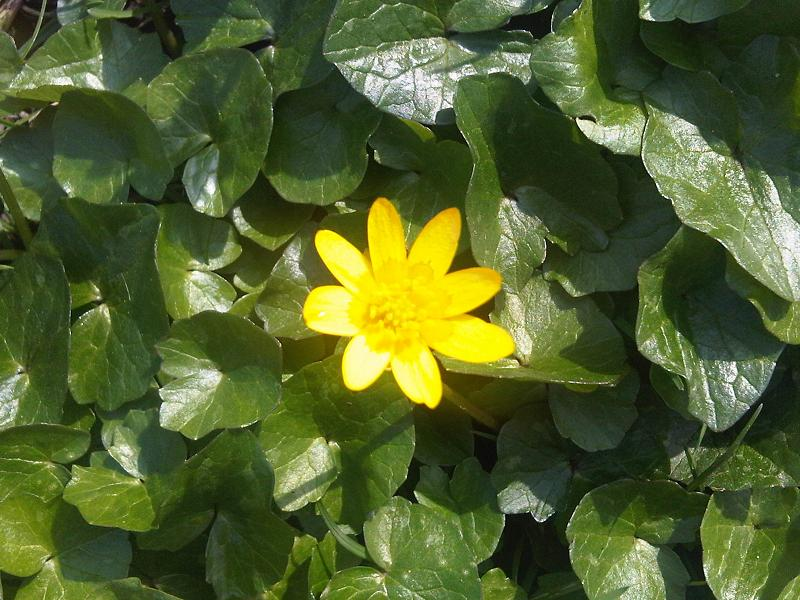
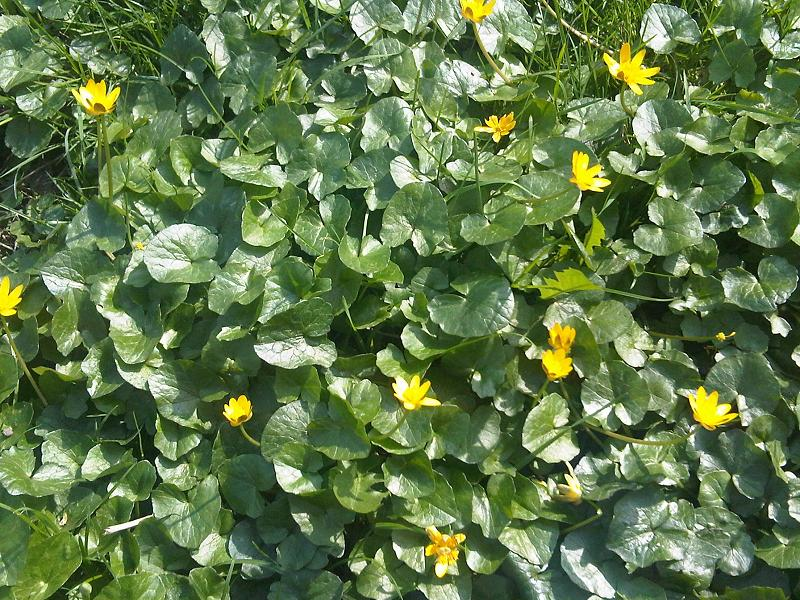